# Korenica (patak)
A Korenica egy búvópatak Horvátországban, Lika területén.
A Korenica Rudanovac határában ered és a Korenicai-mezőn bukik a föl alá.
Hosszúsága 13,3 km, a vízgyűjtő területe 28,54 km². Nagyobb esőzéseknél (főként tavasszal) megduzzad és kiönt. Gyakoriak az áradásai.